# 索纳里
索纳里（Sonari），是印度阿萨姆邦查拉迪奥县的一个城鎮和行政中心。总人口17430（2001年）。

## 人口
该地2001年总人口17430人，其中男性9526人，女性7904人；0—6岁人口2063人，其中男1047人，女1016人；识字率76.01%，其中男性为79.49%，女性为71.81%。